# قناة صوت الشعب
صوت الشعب قناة مصرية أُطلقت يوم 21 يناير 2012 متخصصة لبث جلسات مجلس الشعب المصري المنتخب عقب ثورة 25 يناير كاملة على الهواء مباشرةً وبدون تعليق، كما أنّها تناقش أحداثها مع محللين مختصين وتُجرى مقابلات مع النواب. والقناة تابعة لقطاع الأخبار باتحاد الإذاعة والتليفزيون. رئيس القناة: الإعلامي/ أيمن العوضي.